# Voglarn (Fürstenzell)
Voglarn  ist ein Gemeindeteil des Marktes Fürstenzell im niederbayerischen Landkreis Passau.

## Lage
Das Dorf Voglarn liegt in einer Tallage am Übergang zum Isar-Inn-Hügelland etwa sechs Kilometer nordwestlich von Fürstenzell.

## Geschichte
Voglarn wird erstmals in den Traditionen des Klosters Formbach 1158 genannt und gehörte bis 1805 zur Hofmark Söldenau der Grafen von Ortenburg. Aus dem nun bayerischen Steuerdistrikt Voglarn entstand die gleichnamige Gemeinde, die 1838 dem neuorganisierten Landgericht Passau II zugeteilt wurde. Im Jahre 1978 wurden der größte Teil der Gemeinde Voglarn und Teile der Gemeinde Sandbach nach Fürstenzell eingegliedert.